# Urvashi

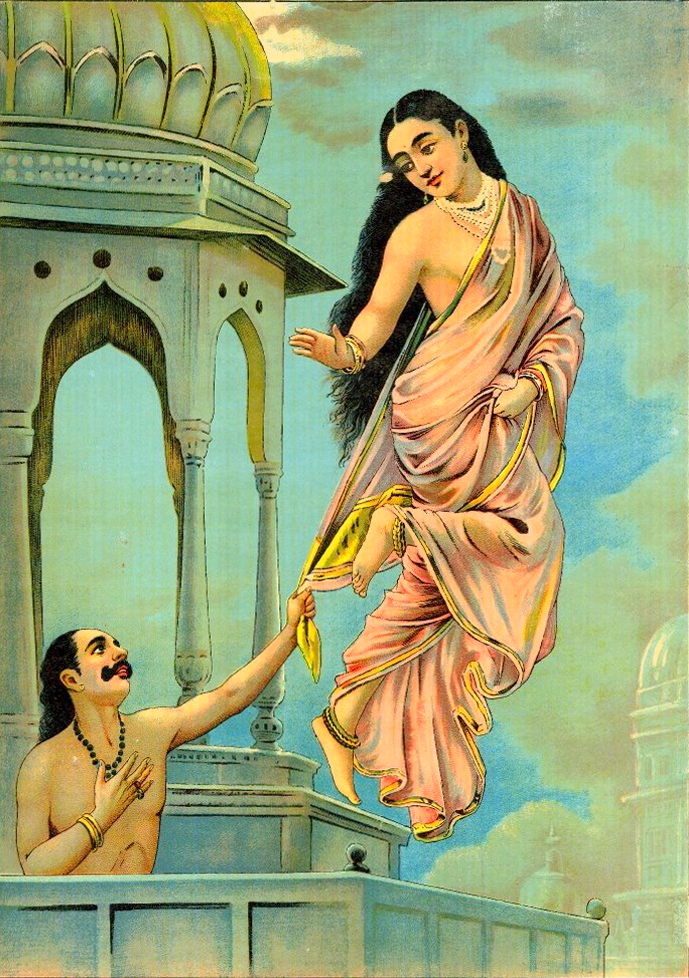
Urvashi verlässt Pururavas. Gemälde von Raja Ravi Varma, 19. Jh.

Urvashi (Sanskrit उर्वशी urvaśī f.) ist die schönste der Apsaras, den Nymphen in der hinduistischen Mythologie. Sie wird bereits im Rigveda genannt; im deutlich später entstandenen Mahabharata wird sie als „himmlische Kurtisane“ bezeichnet.

## Mythos
Als die Götter den Weisen Narayana in seiner Askese stören wollten, versuchten sie ihn mit verführerischen Apsaras zu stören. Dieser ließ jedoch aus einer Blume Urvashi entsteigen, die alle anderen Apsaras an Schönheit bei weitem übertraf. Dadurch erkannten die Götter die Überlegenheit Narayanas.
Die Schönheit der Urvashi war derart betörend, dass ihr Anblick allein genügte, dass Weise und Götter selbst unwillkürlich zu Vätern wurden, indem ein Spermatropfen auf die Erde fiel. So ergoss sich der Samen der Götter Mitra und Varuna in einen Topf, als sie Urvashi erblickten. Aus diesem wurden dann die beiden Weisen Agastya und Vasishtha geboren. Darüber verärgert, verfluchten die beiden Götter die Urvashi, dass sie auf der Erde leben müsse, wo sie dann die Frau von König Pururavas wurde, dem Sohn von Ida und Budha. Bei der Eheschließung stellte sie jedoch die Bedingung, dass Pururavas sich ihr niemals nackt zeigen dürfe. Als eines Nachts jedoch Räuber in den Königspalast einbrachen, verfolgte sie Pururavas ohne sich anzukleiden. Da erhellte ein Blitz die Nacht und Urvashi sah Pururavas völlig nackt und so kehrte sie wieder in den Himmel zurück. Der Sohn der beiden ist Ayus.
Arjuna, der Held des Mahabharata weigerte sich, den Liebesanträgen von Urvashi nachzugeben, da er ein Nachkomme von Ayus war und sie somit seine Urmutter. Deshalb verfluchte sie ihn, dass er als Frau umherziehen solle. Der Fluch wurde jedoch abgeschwächt und so kam es, dass Arjuna das letzte Jahr seines Exils als Frau verkleidet verbrachte.

## Darstellung
Apsaras werden in der klassischen indischen Tempelskulptur häufiger dargestellt, jedoch ist keine explizite Darstellung Urvashis bekannt. In der indischen Malerei taucht sie – wenn auch nur vereinzelt – erst seit dem 19. Jahrhundert auf.